# Big Dumb Face
Big Dumb Face (od. BiGdumbFace) ist eine von Wes Borland, dem Gitarristen von Limp Bizkit, gegründete US-amerikanische Rockband. Die Gruppe bestand zunächst nur aus Borland, der hier neben seiner Hauptband seiner Kreativität freien Lauf lassen konnte.

## Bandgeschichte
Die Ursprünge der Band liegen in der Highschoolzeit Borlands, in der er mit seinem Bruder Scott die Band Goatslayer gründete. Ein langjähriger Freund der beiden namens Kyle Weeks wirkte dort auch bald mit. Sie spielten eine Mischung aus Death/Speed/Thrash/Black Metal mit Country/Pop und verrückten Texten plus irrsinniger Pseudonyme und Verkleidung.
Als Borland schließlich 1994 bei Limp Bizkit als Gitarrist einstieg, wurde das Projekt erst mal auf Eis gelegt. Mit dem zunehmenden Erfolg der Bizkits schien die Band als aufgelöst. Allerdings war an den Bühnenoutfits und Performances Borlands seine Vorliebe für das Bizarre zu erkennen. So nahm er 1998 ein Demo mit 13 Titeln auf, von denen einige später auf dem Debütalbum zu finden sein sollten.
2001 war es schließlich soweit. Das Album „Duke Lion Fights The Terror!!“ erschien. Eine bizarre Mixtur von harten und weichen Klängen, mit einer Konzeptgeschichte rund um den „Duke Lion“. Borland nahm das komplette Album im Alleingang auf. Unterstützt wurde er lediglich bei Soundcollagen von einigen der späteren Live-Musiker und seiner damaligen Frau Heather Borland. Produziert wurde es unter anderem von Fred Durst. Zu dem Song „Duke Lion“ wurde ein Videoclip veröffentlicht.
Borland stellte für eine kleine Club-Tour eine Live-Band aus Freunden zusammen, die 2001 unterwegs war. Ebenfalls erschien 2001 ein kleiner Kurzfilm namens „Goatslayer - Insignia: The Beginning“ mit Borland, seinem Bruder Scott und Weeks in den Hauptrollen. Im gleichen Jahr erfolgte Borlands Split mit Limp Bizkit und Big Dumb Face schien ebenfalls am Ende zu sein.
Das letzte Lebenszeichen der Band war der 2004 auf Borlands Myspace-Seite veröffentlichte Song „Darkness Becomes“.

## Stil
Big Dumb Face lassen sich kaum in eine Sparte stecken. Jedoch wurden sie stark von Bands wie Primus, Ween und Mr. Bungle beeinflusst. Wes Borland beschrieb den Sound der Band als albern, idiotisch und bizarr.

## Live Band
- Wes Borland (The Tongue Of Colicab) – Gesang, Gitarre
- Scott Borland (The Cardboard Urinal) – Gitarre, Bass, Gesang
- Kyle Weeks (The 3 Headed Dimetrian Pup) - Gesang, Effekte, Gitarre
- Greg Isabelle (Joe Couch) – Schlagzeug, Gesang
- Chris Gibbs (Moivet O'sphelvey) – Bass

## Diskografie
- 1998: Demo
- 2001: Big Dumb Metal EP
- 2001: Duke Lion Fights The Terror!!
- 2017: Where is Duke Lion? He's dead... (Veröffentlichung am 31. Oktober 2017)

### Sonstige
- Goatslayer - The Unicorn Sword
- The Goat Is Dead
- Darkness Becomes